# مارسيل لينز (لاعب كرة قدم)
مارسيل لينز (بالألمانية: Marcel Lenz)‏ (3 مايو 1991 في ألمانيا - ) هو لاعب كرة قدم ألماني في مركز حراسة المرمى. شارك مع منتخب ألمانيا تحت 16 سنة لكرة القدم. أما مع النوادي، فقد لعب مع نادي دويسبورغ وأم أس في دويسبورغ II ‏.

## وصلات خارجية
- مارسيل لينز على موقع قاعدة بيانات كرة القدم.إي يو (الإنجليزية)
- مارسيل لينز على موقع Soccerway.com (الإنجليزية)
- مارسيل لينز على موقع عالم كرة القدم.نت (الإنجليزية)